# Domenico Romano
Domenico Romano (Volla, 29 september 1975) is een Italiaans voormalig professioneel wielrenner. Hij beëindigde in 2002 zijn carrière nadat hij bekende doping te hebben gebruikt. Hij had eerder al de Ronde van Italië verlaten na een valpartij.
Romano behaalde geen professionele overwinningen, maar won in 1999 wel de Ronde van León, voordat deze een profstatus had.

## Resultaten in voornaamste wedstrijden
| Jaar | Ronde van Italië | Ronde van Frankrijk | Ronde van Spanje |
| ---- | ---------------- | ------------------- | ---------------- |
| 2000 | opgave           |                     |                  |
| 2001 | 125e             |                     |                  |
| 2002 | opgave           |                     |                  |

| Jaar | Ronde van Lombardije |
| ---- | -------------------- |
| 2000 |                      |
| 2001 | 52e                  |
| 2002 |                      |